# Ivan Lochakoff
Ivan Lochakoff, auch Alexandre Lochakoff, in Deutschland auch bekannt unter den Namen Iwan Loschakoff und Alexander Loschakoff (* 15. August 1877 als Alexander Wladimirowitsch Loschakoff / Александр Владимирович Лошаков (russ.) in Moskau; † 30. Dezember 1942 in Paris) war ein russischer Filmarchitekt beim russischen, französischen und deutschen Film.

## Leben und Wirken
Lochakoff, dessen künstlerisches Wirken eng mit dem Exilanten-Kino im Frankreich der 20er und 30 Jahre verbunden ist, erhielt seine Ausbildung noch vor der Jahrhundertwende im zaristischen Russland. Als Chefarchitekt der Produktionsfirma Jossif Jermoliews, der sich im Exil Joseph N. bzw. Jacques N. Ermolieff nannte, war Lochakoff an führenden vorrevolutionären Filmproduktionen beteiligt, darunter das viel beachtete Meisterwerk Pater Sergius.
Infolge der Oktoberrevolution verließ Lochakoff mit Ermolieff und faktisch all den Angestellten des Jermoliew-Studios im Frühjahr 1919 über die von weißrussischen Einheiten gehaltene Krim und floh via Istanbul nach Westeuropa. In Paris fand das Filmvolk eine neue Heimat. Während Ermolieff dort eine neue Produktionsfirma hochzog, arbeitete Lochakoff auch weiterhin für dessen Filme. Ivan Lochakoff wurde Chefdesigner von Ermolieffs neuer Produktionsfirma Films Albatros in Montreuil und entwarf die Kulissen zu den wichtigsten Inszenierungen exilrussischer Filmregisseure wie Viktor Tourjansky und Alexander Wolkoff. In ihnen übernahm der ebenfalls vor den Bolschewisten in den Westen geflohene Top-Star des zaristischen Kinos, Iwan Mosjukin, die Hauptrollen.
Zweimal stattete Lochakoff auch Inszenierungen französischer Filmavantgardisten aus: Germaine Dulacs Künstlerblut und Jean Epsteins Le lion des mogols. Mit Wolkoffs monumentalem Ausstattungsfilm Casanova erlangte Loschakoff 1927 seinen ersten Karrierehöhepunkt. Unter dem Namen Alexander Loschakoff gestaltete der Szenenbildner ab Herbst desselben Jahres auch einige deutsche Filme, die überwiegend ebenfalls von Wolkoff inszeniert wurden. Gelobt wurden vor allem Lochakoffs phantasievollen Dekorationen zu seinem deutschen Einstand Geheimnisse des Orients.
Mitte der 30er Jahre war er als künstlerischer Beirat bzw. Filmarchitekt an zwei ausstattungsintensiven Historien- und Abenteuerfilmen mit Adolf Wohlbrück beteiligt: Der Kurier des Zaren und Port Arthur. Kurz nach der Besetzung Frankreichs (1940) floh Lochakoff in die Schweiz, wo er beim dortigen Film vorübergehend Beschäftigung fand, kehrte aber bald darauf nach Frankreich zurück. Dort starb er 65-jährig inmitten des Zweiten Weltkrieges.

## Filmografie
- 1917: Pater Sergius (Otiez Sergej)
- 1921: Arabische Nächte (Les contes des mille et une nuits)
- 1922: Das geheimnisvolle Haus (La maison du mystère)
- 1922: Ehegeschichten (Le brasier ardent)
- 1923: Verlöschende Fackel (Kean)
- 1923: Le chant d l’amour triomphant
- 1923: La dame masquée
- 1924: Le lion des mogols
- 1924: Der galante Prinz (Le prince charmant)
- 1925: Künstlerblut (Âme d’artiste)
- 1925: La cible
- 1926: Der Kurier des Zaren (Michel Strogoff)
- 1927: Casanova (Casanova)
- 1928: Geheimnisse des Orients
- 1929: Der Graf von Monte Christo (Monte Cristo)
- 1929: Der weiße Teufel
- 1930: Fra Diavolo
- 1931: Sergeant X - Das Geheimnis des Fremdenlegionärs (auch fr. Vers.: Sergent X)
- 1933: La mille et deuxième nuit
- 1933: Bouboule I., roi nègre
- 1934: Karneval des Lebens (L'enfant du carnaval)
- 1934: Le monde où l’on s’ennuie
- 1935: Der Kurier des Zaren
- 1936: Port Arthur
- 1937: La dame de pique
- 1937: La danseuse rouge
- 1937: Les nuits de Saint-Pétersbourg
- 1937: Nuits de Princes
- 1938: Le patriote
- 1939: Le club des fadas
- 1940: Ist Dr. Ferrat schuldig? (Dilemma)
- 1941: Pension Jonas